# Joseph-Gilles Pontallié
Joseph-Gilles Pontallier (1767-1837) est un homme politique français.

## Biographie
Né le 10 mai 1767 à Rennes de Joseph Pierre Pontallié, notaire royal, et de Mathurine Ricoul Duverger, Joseph-Gilles Pontallier est secrétaire du procureur de la commune de Rennes, et le remplaça quand celui-ci fut appelé à un poste plus élevé. 
Ayant protesté contre la destruction des archives ordonnée par Jean-Baptiste Carrier, il est jeté en prison et ne doit la vie qu'au 9 Thermidor. Commissaire du Directoire exécutif du département d'Ille-et-Vilaine, il est député d'Ille-et-Vilaine en 1799. Après le 18 brumaire, Napoléon Bonaparte le nomme directeur des contributions à Rennes. La Restauration le mute d'office à Auch et à Poitiers, avant de le révoquer quelque temps avant la Révolution de 1830. Sous la monarchie de Juillet, il devient conseiller municipal de Rennes et président du conseil d'arrondissement. Il meurt le 25 juillet 1837 dans sa ville natale.